# 陈菊英
陈菊英（1963年—），湖北黄陂人，中国女子田径运动员，主项是跨栏。她曾在中国北京举行的1990年亚洲运动会中以56秒05的成绩获得女子400米栏金牌。